# Nikolay Erastovich Berzarin
Nikolay Erastovich Berzarin (tiếng Nga: Никола́й Эра́стович Берза́рин; 1 tháng 4 năm 1904 - 16 tháng 6 năm 1945) là một tướng lĩnh Hồng quân Liên Xô thời Thế chiến thứ hai. Ông là tư lệnh quân quản đầu tiên của lực lượng Liên Xô chiếm đóng ở Berlin.

## Tiểu sử
Berzarin sinh năm 1904 ở Sankt-Peterburg, là con trai trong một gia đình lao động. Ông có một anh trai và bốn chị gái. Năm 1925, ông kết hôn với nhân viên ngân hàng Natalja Prosinjuk, người mà ông có hai con gái, Larissa và Irina.

### Đào tạo
Năm 1918 Berzarin gia nhập Hồng quân và chiến đấu chống lại quân Đồng minh can thiệp vào cuộc Nội chiến Nga ở Arkhangelsk. Từ năm 1921 đến năm 1923, ông được huấn luyện quân sự tại các Khóa học Chỉ huy Leningrad, khóa học súng máy "Vystrel" và một khóa học chỉ huy tại Quân khu Siberia. Năm 1922, ông trở thành thành viên của Komsomol. Năm 1923, ông được bổ nhiệm đến Siberia.
Năm 1926, sau khi đào tạo sĩ quan, ông trở thành thành viên của CPSU.

### Sự nghiệp quân sự
Ông bắt đầu phục vụ với tư cách là một người lính tại Petrograd, và sau khi phục vụ tại Mặt trận phía Bắc chống lại sự can thiệp của Đồng minh, ông cũng tham gia vào cuộc trấn áp Cuộc nổi dậy Kronstadt (1921). Năm 1924, ông đang phục vụ với tư cách là một sĩ quan cấp thấp ở vùng Amur chống lại thổ phỉ. Năm 1927, ông trở lại Siberia, nơi ông là trợ lý chỉ huy một đơn vị đào tạo sĩ quan ở Irkutsk. Từ năm 1933 đến năm 1935, ông phục vụ trong biên chế của Tập đoàn quân Viễn Đông Cờ đỏ Đặc biệt; từ năm 1935 đến năm 1937, ông chỉ huy Trung đoàn Súng trường 77 thuộc Sư đoàn Súng trường 26 của Tập đoàn quân Viễn Đông. Cho đến năm 1938, ông là huấn luyện viên trưởng của Cụm Amur.
Trong cuộc Đại thanh trừng, ông đã bị buộc tội vì "kẻ thù của nhân dân", nhưng được nhiều đảng viên Cộng sản ủng hộ. Với tư cách chỉ huy Sư đoàn 32 súng trường, ông đã đẩy lùi các cuộc tấn công của Nhật Bản tại Hồ Khasan (1938), nhờ đó ông được trao tặng Huân chương Cờ đỏ.
Sau khi được thăng cấp Thiếu tướng, ông được điều động theo nguyện vọng của mình đến Riga, và trở thành tư lệnh Tập đoàn quân 27 vào tháng 5 năm 1941.
Ông chiến đấu chống lại quân Đức sau cuộc tấn công vào Liên Xô. Từ tháng 12 năm 1941 đến tháng 5 năm 1944, ông là tư lệnh một số tập đoàn quân; ông bị thương nặng vào tháng 3 năm 1943 và phải nằm viện trong sáu tháng.
Ông nhận được Huân chương Lenin và được thăng cấp Thượng tướng vì đã có công phá vỡ phòng tuyến của quân Đức trong Chiến dịch tấn công chiến lược Iaşi-Chişinău. Sau khi chiếm được Chișinău vào tháng năm 1944, các Phương diện quân Belorussia và Ukraina bắt đầu cuộc tấn công của Hồng quân trên hướng Berlin.

### Tư lệnh Berlin

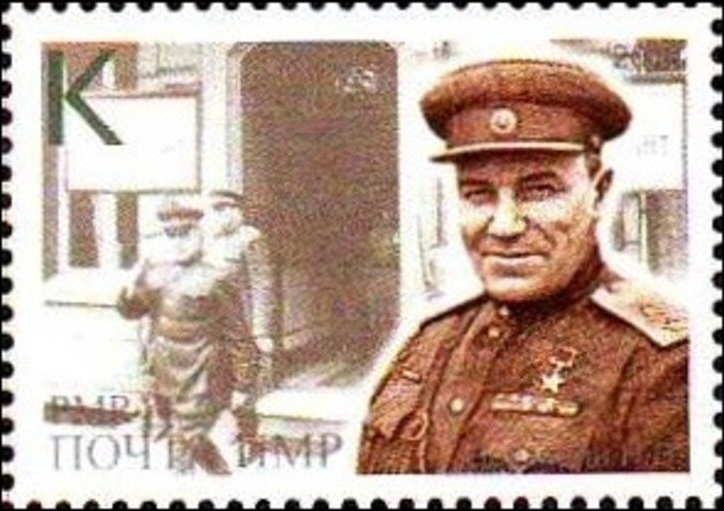
Berzarin trên tem năm 2019 của Transnistria.

Trong trận Berlin, Tập đoàn quân xung kích số 5 của Berzarin đã tiến đến vùng ngoại ô phía đông của Berlin vào ngày 21 tháng 4 năm 1945, khiến họ trở thành đơn vị Liên Xô đầu tiên làm được điều này. Vào ngày 24 tháng 4, ông được Nguyên soái Zhukov bổ nhiệm làm chỉ huy thành phố, theo truyền thống của Sa hoàng khi thưởng cho người chỉ huy đầu tiên được quyền chỉ huy thành phố. Bằng "Mệnh lệnh số 1" vào ngày 28 tháng 4, Berzarin nắm giữ mọi quyền lực của chính phủ. Ông đã làm việc để thiết lập lại trật tự ở thủ đô đổ nát của Đức, tạo ra một lực lượng cảnh sát thành phố và cung cấp thực phẩm, nước, khí đốt và điện cho người dân, cũng như mở lại trường học và nhà hát. Vào ngày 17 tháng 5, ông bổ nhiệm Arthur Werner không theo đảng phái làm Thị trưởng đầu tiên thời hậu chiến của Berlin chủ trì chính quyền thành phố dân sự.
Vào ngày 16 tháng 6 năm 1945, chỉ sau 55 ngày tại vị, ông tử vong trong một vụ tai nạn xe máy khi va chạm với một đoàn xe tải gần văn phòng của mình ở Berlin- Friedrichsfelde, khi mới 41 tuổi. Tin đồn rằng tàn quân Werwolf của Đức Quốc xã đã ám sát ông chưa bao giờ được xác nhận. Berzarin được chôn cất tại Nghĩa trang Novodevichy ở Moskva.

## Quyền công dân danh dự

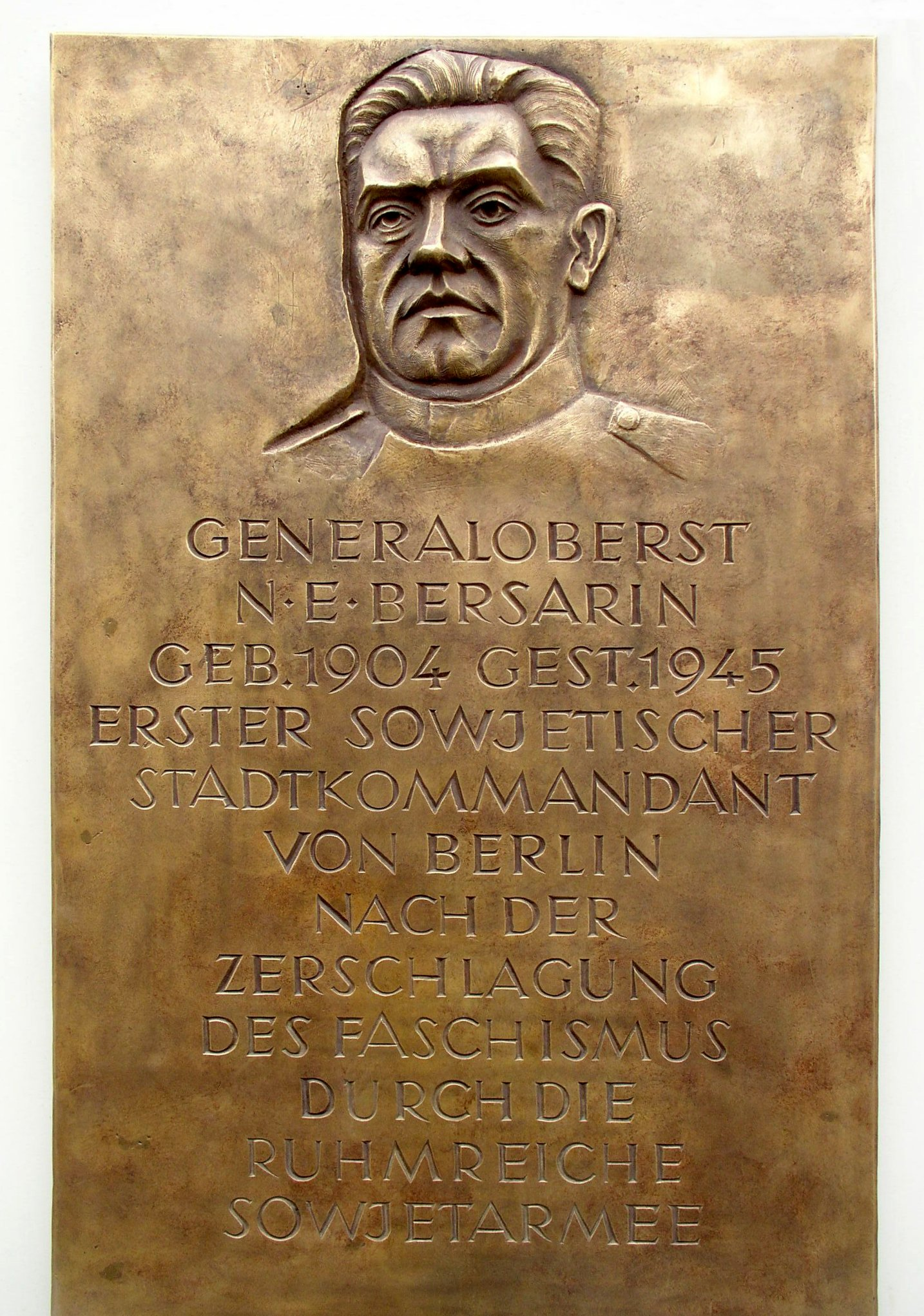
Tấm bảng tưởng niệm tại Bersarinplatz, Berlin-Friedrichshain.

Năm 1975, Berzarin sau khi được trao quyền công dân danh dự của Đông Berlin. Sau khi nước Đức thống nhất, ông chính thức bị Thượng viện Berlin loại khỏi danh sách công dân danh dự vào năm 1992.
Theo nghị quyết của nghị viện Berlin Abgeordnetenhaus, ông được trao lại quyền công dân danh dự vào năm 2003, vì những công lao của ông liên quan đến việc cung cấp cho người dân địa phương. Những người phản đối việc trao lại giải thưởng cho rằng Berzarin là một người theo chủ nghĩa Stalin và có liên quan đến Tội ác chiến tranh của Liên Xô, chịu trách nhiệm cho việc trục xuất 47.000 người Baltic vào năm 1940. Tuy nhiên, những lời buộc tội này đã được chứng minh là sai sau đó, vì vào thời điểm đó Berzarin đang được điều động tại Vladivostok.

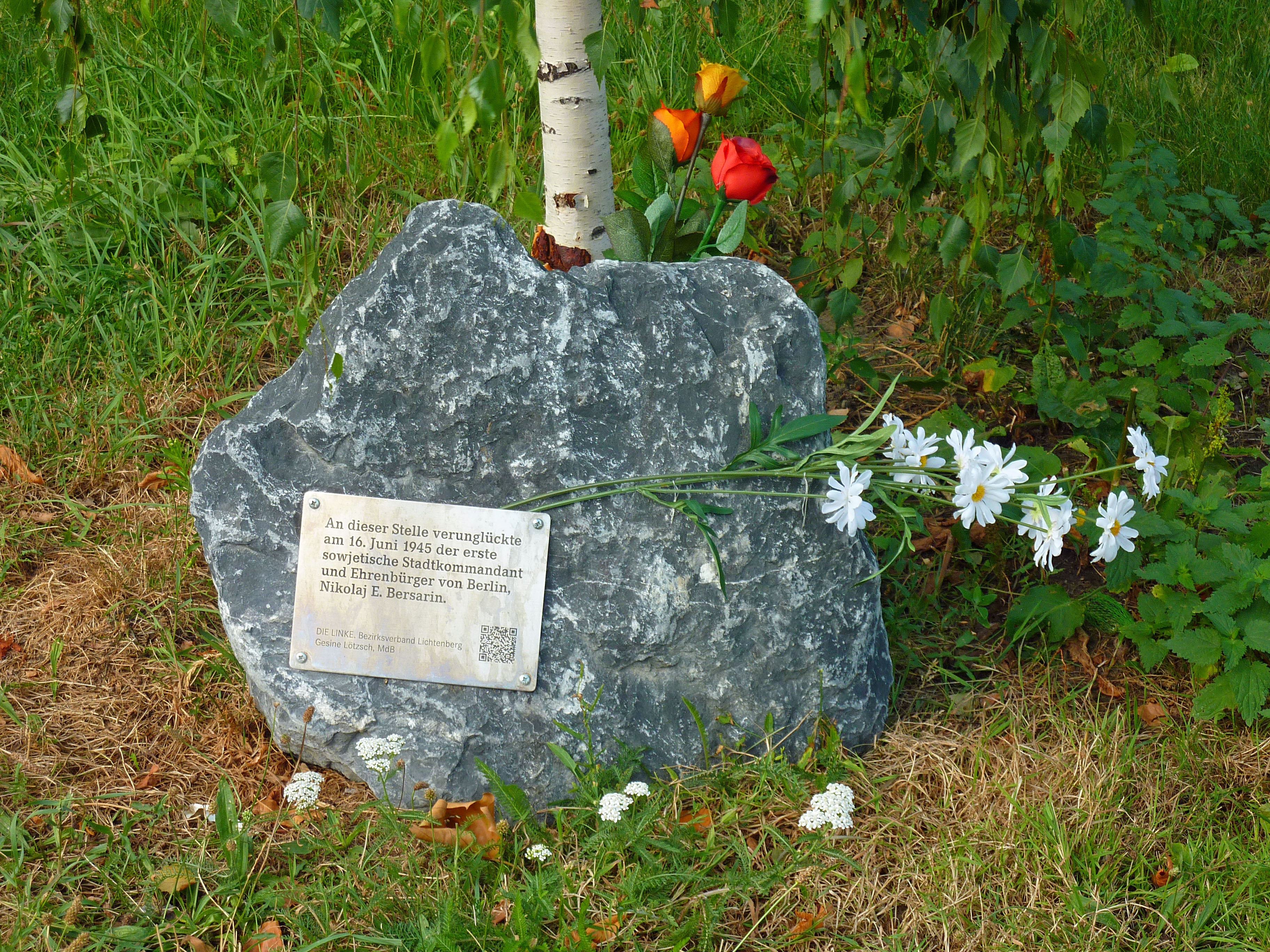
Phiến đá và cây bạch dương đánh dấu nơi tướng Berzarin gặp tai nạn.

Từ năm 1947 cho đến năm 1991, tại Petersburger Straße ở Berlin- Friedrichshain, một đoạn của Đường Vành Đai Trong, được đặt tên là Bersarinstraße để vinh danh ông, bùng binh Bersarinplatz mang tên ông cho đến ngày nay. Vào tháng 4 năm 2005, một cây cầu đường bộ ở Berlin- Marzahn được đặt theo tên của Berzarin, trong khu vực mà đơn vị của ông đã đến giới hạn thành phố Berlin vào năm 1945. Một cây bạch dương được trồng vào năm 2005 và một phiến đá tưởng niệm đánh dấu nơi được cho là xảy ra vụ tai nạn xe máy của ông.

## Giải thưởng quân sự
- "Sao vàng" Anh hùng Liên Xô số 5656 (04/06/1945)
- Hai Huân chương Lenin (21/02/1945, 04/06/1945)
- Hai Huân chương Cờ đỏ (25/10/1938, 11/3/1944)
- Hai Huân chương Suvorov hạng I (04/09/1943, 29/05/1945)
- Huân chương Kutuzov hạng I (22/09/1943)
- Huân chương Bohdan Khmelnitsky hạng I (13/09/1944)
- Huân chương Sao đỏ (22/02/1941)
- Bắc Đẩu Bội tinh đệ Tam đẳng (09/05/1945)

## Lược sử cấp bậc
- Thiếu tá (17/02/1936)
- Đại tá (15/06/1937)
- Lữ đoàn trưởng (Комбриг; 31/12/1938)
- Thiếu tướng (04/06/1940)
- Trung tướng (28/04/1943)
- Thượng tướng (20/04/1945)